# Hermann Skolaster
Hermann Skolaster, né le 3 août 1877 à Seeburg, arrondissement de Rößel (de) en province de Prusse-Orientale et mort le 4 août 1968 à Limbourg-sur-la-Lahn, est un prêtre catholique allemand de la congrégation missionnaire des pallottins qui fut missionnaire au Cameroun et écrivain.

## Biographie
Hermann Skolaster descend d'une famille catholique. Il poursuit ses études au gymnasium de Braunsberg puis à l'école des verbistes à Steyl, puis en 1897 à celle des pallottins de Limburg. Il entre au noviciat pallottin l'année suivante. Il est ordonné prêtre en 1904 après des études de philosophie et de théologie. Il continue ses études à l'école supérieure de philosophie et de théologie des pallottins à Vallendar pendant deux ans, à l'issue desquelles il est envoyé par sa congrégation au Kamerun (nom à l'époque de la colonie allemande du Cameroun).
Hermann Skolaster est affecté aux missions de Kribi et d'Édéa et fonde une station missionnaire dénommée Andreasberg dont l'école des pères rayonne dans la région. Lorsque la campagne d'Afrique de l'Ouest se déclenche, le P. Skolaster devient aumônier des troupes coloniales allemandes qui sont battues par les Anglais en 1916. Il retourne donc à la maison de Limburg de sa congrégation, pour devenir quelques mois plus tard aumônier militaire des troupes impériales allemandes en Russie. Il y demeure jusqu'en 1919.
Le P. Skolaster est envoyé ensuite en province de Prusse-Orientale prêcher des missions populaires. Il fonde la station de Rössel qu'il dessert jusqu'en 1923. Il retourne à Limbourg où il s'occupe de la direction d'exercices spirituels. De 1926 à 1939, il est professeur d'homilétique au grand-séminaire pallottin de Limburg. Il retourne en province de Prusse-Orientale au déclenchement de la Seconde Guerre mondiale et survit à l'entrée de l'Armée rouge à Rössel. Il rejoint Limburg en 1946.
Hermann Skolaster, en plus de ses activités ministérielles et missionnaires, est aussi écrivain. Il publie des ouvrages théologiques, écrit des articles pour la revue missionnaire Stern der Heiden, et des ouvrages pour la jeunesse sous le nom de plume d'Onkel Hermann publiés par la revue Der kleine Missionar.
Il écrit en plus des romans, des romans-policiers, des récits comme Schwester Beata qui est vendu à deux cent mille exemplaires et traduit en plusieurs langues. Il est également l'auteur de romans-policiers, comme la série à partir de 1939 du moine-détective Justus (Bruder Justus).

## Œuvres
- Kulturbilder aus Kamerun, Limburg a.d. Lahn, 1910
- Krieg im Busch, Limburg a.d. Lahn, 1918
- Im deutschen Urwald, Limburg a.d. Lahn, 1922
- Missionshaus Königin der Apostel, Limburg a.d. Lahn, 1923
- Bischof Heinrich Vieter, erster Apostolischer Vikar von Kamerun, Limburg a.d. Lahn, 1925
- Im Banne der Ngil, Freiburg 1925
- Die Pallottiner in Kamerun, Limburg a.d. Lahn, 1925
- Onkel Bleises Reiseweise, Limburg, 1926 (sous le nom de plume d'Onkel Hermann)
- Die rote Lampe und andere wahre Geschichten, Limburg a.d. Lahn, 1927
- Die großen Exerzitien, Limburg a.d. Lahn, 1929
- Onkel Bleises neue Reise, Limburg a.d. Lahn, 1930 (sous le nom de plume d'Onkel Hermann)
- Tröstet mein Volk, Limburg a.d. Lahn, 1931
- Bleises neuste Reiseweise, Limburg a.d. Lahn, 1932 (sous le nom de plume d'Onkel Hermann)
- Sacerdos Domini, Freiburg 1933
- Bleises leise Reiseweise, Limburg a.d. Lahn, 1935 (sous le nom de plume d'Onkel Hermann)
- Die Dame mit den Juwelen, Breslau, 1935
- Das Geheimnis der Anna Wengi und andere Erzählungen aus dem Missionsleben, Limburg a.d. Lahn, 1935
- P.S.M. in Limburg a.d. Lahn, Limburg a.d. Lahn, 1935
- Der verhängnisvolle Knopf und andere Humoresken, Limburg a.d. Lahn, 1935
- Willst du vollkommen sein ..., Limburg a.d. Lahn, 1937
- Schwester Beata, Limburg a.d. Lahn, 1938
- Der Detektiv im Kloster, Limburg a.d. Lahn, 1939
- Auf Geheimbefehl, Limburg a.d., 1940
- Rätsel um den Gerichtsrat, Limburg a.d. Lahn, 1949
- Revolution in Rom, historische Erzählung aus der Zeit Vinzenz Pallottis, Limburg a.d. Lahn, 1949
- Sango Matip, Limburg a.d. Lahn, 1949
- Esther Watersons Fluch, Limburg a.d. Lahn, 1950
- Feind aus Irrtum, Limburg a.d. Lahn, 1950
- Der Fall Weichert, Limburg a.d. Lahn, 1951
- Mord um Mitternacht, Limburg a.d. Lahn, 1951
- Bruder Justus macht Ferien, Limburg a.d., 1952
- Frau Lucy sucht ihren Mann, Limburg a.d. Lahn, 1952
- Der bucklige Detektiv, Limburg a.d. Lahn, 1953
- Kriminalrat h.c., Limburg a.d. Lahn, 1954
- Nacht über Barcelona, Limburg a.d. Lahn, 1954